# Stefan Johansson
Stefan Nils Edwin Johansson (Växjö, Suecia; 8 de septiembre de 1956) es un expiloto de automovilismo sueco. Participó en 103 Grandes Premios de Fórmula 1. Alcanzó 12 podios, y un total de 88 puntos de campeonato. Ganó las 24 Horas de Le Mans en 1997 y también fue piloto de CART.

## Carrera

### Fórmula 1
Johansson fue campeón de la Fórmula 3 Británica en 1980 con el equipo Project Four. Además participó en los Grandes Premios de Argentina y Brasil de Fórmula 1 con el equipo Shadow, sin clasificar en ninguno de ellos.
En 1981 participó en la Fórmula 2 Europea con el equipo de Alan Docking. Obtuvo dos victorias, un segundo puesto y dos cuartos puestos, de modo que finalizó cuarto en el campeonato. En 1981 pasó al equipo Spirit, obteniendo un tercer puesto, dos cuartos y un sexto para acabar octavo en la tabla general.
En temporada 1983, el sueco regresó a Fórmula 1 con el equipo Spirit para disputar las últimas seis fechas, obteniendo un séptimo puesto como mejor resultado. Además, finalizó sexto en las 24 Horas de Le mans con un Porsche 956 de Joest, acompañado de Klaus Ludwig y Bob Wollek.
A principios de 1984, Johansson ganó las 12 Horas de Sebring, con el equipo De Narvaez Enterprises. Más tarde corrió en las 24 Horas de Le Mans junto a Jean-Louis Schlesser y Mauricio De Narváez, donde abandonó. Luego disputó cuatro Grandes Premios de Fórmula 1 con el equipo Tyrrell como reemplazo del lesionado Martin Brundle, aunque el equipo fue descalificado. A continuación, participó en tres fechas de Fórmula 1 con Toleman, obteniendo un cuarto puesto en Italia.

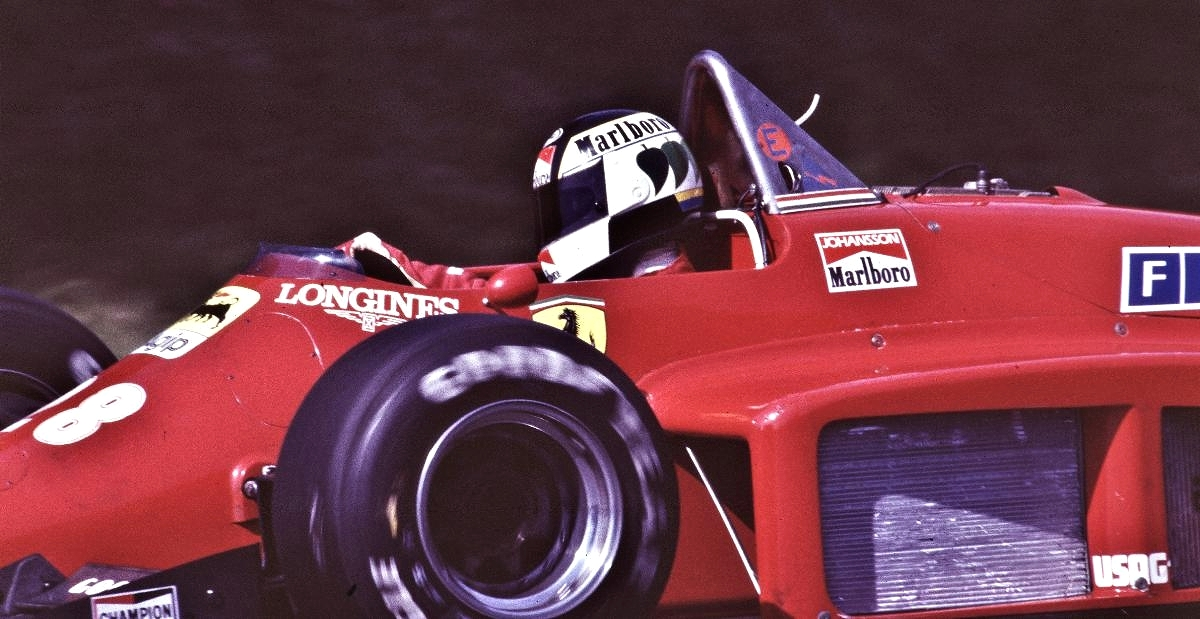
Stefan Johansson en su etapa en Ferrari.

En la temporada 1985 de Fórmula 1, Johansson corrió la primera fecha con Tyrell. Para la segunda fecha, Ferrari lo convocó en reemplazo del recién despedido René Arnoux. Su rol principal fue hacer de escudero de Michele Alboreto, en la cruzada del italiano por lograr el campeonato. Obtuvo dos segundos puestos y finalizó ocho veces en la zona de puntos, culminando séptimo en el campeonato de pilotos.
Al año siguiente Johansson superó en numerosas oportunidades a su compañero de equipo. Acumuló cuatro terceros puestos, dos cuartos puestos y un sexto puesto, de modo que se colocó en la quinta posición final.
En 1987, el sueco fue contratado por McLaren para ocupar el segundo asiento de la escudería, formando equipo con Alain Prost. Obtuvo dos segundos puestos, tres terceros puestos y ocho arribos en zona de puntos, ubicándose sexto en el campeonato de equipos.
No obstante los 11 podios obtenidos en tres temporadas, el sueco no había logrado ganar un Gran Premio hasta entonces. La escudería decidió reemplazarlo por Ayrton Senna en 1988, y ninguna de las demás grandes escuderías lo contrató.
Para la 1988, Johansson incorporó a Ligier, irónicamente junto a Arnoux como coequipero, pero un auto poco competitivo no le permitió sumar puntos en la temporada e incluso muchas veces impidió su clasificación, siendo superado en ocasiones con equipos de menor presupuesto como AGS y Rial.
La suerte cambió en 1989, cuando Johansson firmó un contrato para ocupar el primer volante de la recién creada escudería Onyx.  Pese a un auto difícil de controlar, y que no siempre logró clasificarse, el sueco logró un quinto puesto en Francia y un tercer puesto en Portugal, en lo que sería su último podio (y el único del equipo).  Desacuerdos con el nuevo dueño del equipo Peter Monteverdi a principios de 1990, determinaron su partida de Onyx, solo para reaparecer en algunas carreras de 1991 con AGS y Footwork.

### CART, resistencia y retiro
En el año 1992, Johansson dejó la Fórmula 1 para participar en la CART con el equipo Bettenhausen. Obtuvo el título de novato del año tras lograr dos terceros lugares. Su primera pole llegaría en Portland International Raceway al año siguiente, pero al igual que en la F1 tampoco logró ninguna victoria.
Antes de su período en la Fórmula 1, Johansson había participado en competiciones de resistencia como las 24 Horas de Le Mans. Por lo tanto, decidió volver a dicha disciplina tras finalizar la temporada 1996 de la CART. En 1997 logró su segunda victoria en las 12 Horas de Sebring al mando de una Ferrari 333 SP, y en Le Mans con un Joest Porsche, junto a su viejo compañero Michele Alboreto.

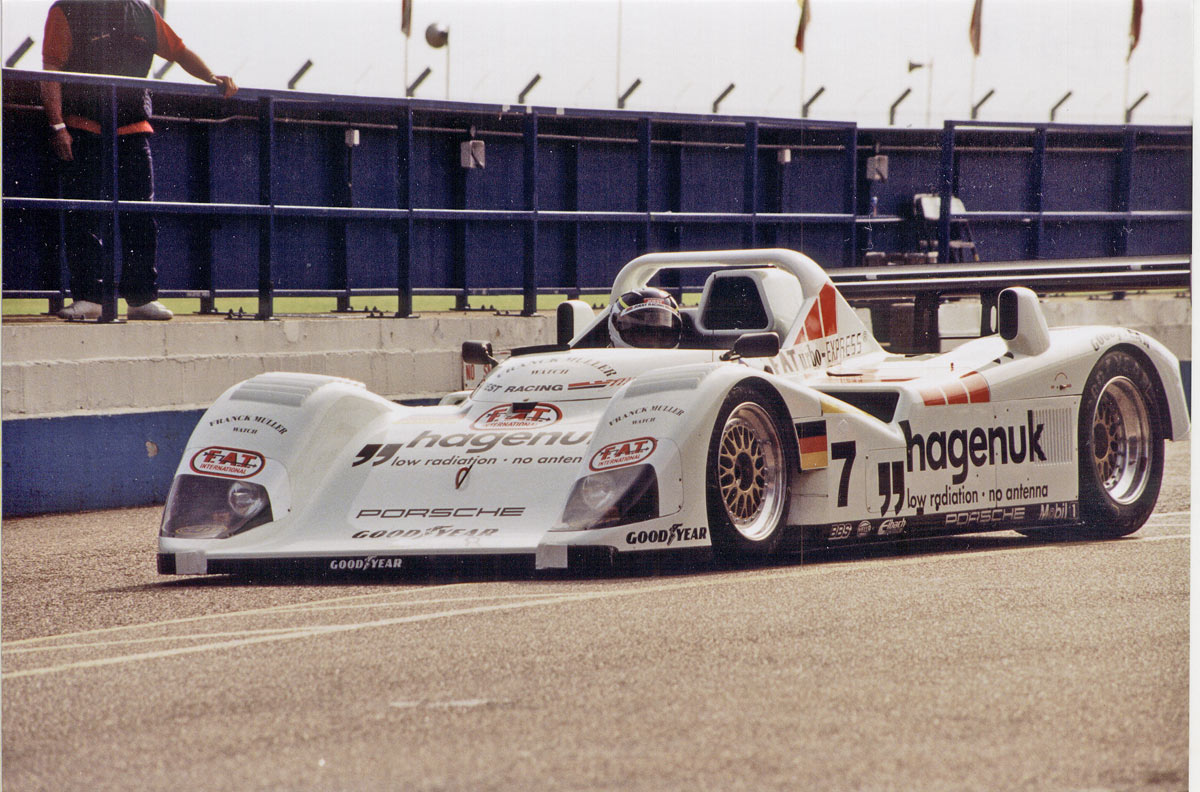
Stefan Johansson en un Porsche WSC-95 de Joest.

Durante 1998 y 1999 Stefan representó a varias escuderías, pero fue en el 2000 cuando creó su propio equipo. Denominado Johansson-Matthews Racing, fue el fruto de su sociedad con un empresario estadounidense llamado Jim Matthews. El equipo compitió en la American Le Mans Series con un prototipo Reynard 2KQ, pero no resultó competitivo y finalmente la sociedad se disolvió.
En el 2001, Johansson fue designado al mando de un prototipo Audi R8 LMP, con el apoyo financiero de Gulf Oil. En esa temporada participó en la European Le Mans Series, la American Le Mans Series, y las 24 Horas de Le Mans. Sus copilotos fueron Guy Smith y Patrick Lemarie.
El 2002 encontró a Stefan nuevamente al mando de un Audi R8, pero esta vez como parte de la escudería Champion Racing Team. Con el exF1 Johnny Herbert como copiloto, compitieron en la Serie Le Mans Americana.
Johansson regresó a la Champ Car como dueño de un equipo en 2003, al mando de la escudería American Spirit Team Johansson, cuyos pilotos titulares eran Ryan Hunter-Reay y Jimmy Vasser. El equipo no contaba con muchos recursos financieros, y a pesar de que logró un triunfo en el piso mojado de Australia, desapareció al finalizar la temporada.
Tras competir solamente en un par de carreras de celebridades durante el 2004, Johansson volvió a manejar a tiempo completo en 2005 en la Rolex Sports Car Series al mando de un prototipo Lexus Riley Daytona de Chip Ganassi Racing. Junto al copiloto Cort Wagner logró su mejor resultado con un segundo puesto en Circuit Mont-Tremblant, Canadá. Al concluir la temporada, finalizaron en el quinto puesto del campeonato.
En 2008 participó en las 24 Horas de Le Mans con el equipo español Epsilon Euskadi. Asimismo, en 2010 fue convocado por la Scuderia Fiat de TC 2000, siendo invitado a participar en la edición de ese año de los 200 km de Buenos Aires, formando dupla con el argentino Leandro Carducci. La mala performance de su unidad, sumado a la pésima técnica de manejo de su acompañante, hicieron que su fin de semana no sea ideal, abandonando en la 33.ª posición a 31 vueltas del ganador, y sin haber podido dar una sola vuelta.
Volvió a correr en Le Mans en 2012, con un Lola de LMP2 del equipo de Fabien Giroix. Abandonaron en la vuelta 92.

## Resultados

### Fórmula 1
(Clave) (negrita indica pole position) (cursiva indica vuelta rápida)

| Año     | Escudería                            | 1        | 2        | 3        | 4       | 5       | 6       | 7       | 8        | 9       | 10      | 11      | 12       | 13      | 14       | 15       | 16       | Pos. | Puntos |
| ------- | ------------------------------------ | -------- | -------- | -------- | ------- | ------- | ------- | ------- | -------- | ------- | ------- | ------- | -------- | ------- | -------- | -------- | -------- | ---- | ------ |
| 1980    | Shadow Cars                          | ARG DNQ  | BRA DNQ  | RSA      | USW     | BEL     | MON     | FRA     | GBR      | GER     | AUT     | NED     | ITA      | CAN     | USA      |          |          | NC   | 0      |
| 1983    | Spirit Racing                        | BRA      | USW      | FRA      | SMR     | MON     | BEL     | USE     | CAN      | GBR Ret | GER Ret | AUT 12  | NED 7    | ITA Ret | EUR 14   | RSA      |          | NC   | 0      |
| 1984    | Tyrrell Racing Organisation          | BRA      | RSA      | BEL      | SMR     | FRA     | MON     | CAN     | USE      | USA     | GBR DSQ | GER DSQ | AUT DNQ  | NED DSQ |          |          |          | 17.º | 3      |
| 1984    | Toleman Group Motorsport             |          |          |          |         |         |         |         |          |         |         |         |          |         | ITA 4    | EUR Ret  | POR 11   | 17.º | 3      |
| 1985    | Tyrrell Racing Organisation          | BRA 7    |          |          |         |         |         |         |          |         |         |         |          |         |          |          |          | 7.º  | 26     |
| 1985    | Scuderia Ferrari SpA SEFAC           |          | POR 8    | SMR 6†   | MON Ret | CAN 2   | USE 2   | FRA 4   | GBR Ret  | GER 9   | AUT 4   | NED Ret | ITA 5    | BEL Ret | EUR Ret  | RSA 4    | AUS 5    | 7.º  | 26     |
| 1986    | Scuderia Ferrari SpA SEFAC           | BRA Ret  | ESP Ret  | SMR 4    | MON 10  | BEL 3   | CAN Ret | USE Ret | FRA Ret  | GBR Ret | GER 11† | HUN 4   | AUT 3    | ITA 3   | POR 6    | MEX 12†  | AUS 3    | 5.º  | 23     |
| 1987    | Marlboro McLaren International       | BRA 3    | SMR 4    | BEL 2    | MON Ret | USE 7   | FRA 8   | GBR Ret | GER 2    | HUN Ret | AUT 7   | ITA 6   | POR 5    | ESP 3   | MEX Ret  | JPN 3    | AUS Ret  | 6.º  | 30     |
| 1988    | Ligier Loto                          | BRA 9    | SMR DNQ  | MON Ret  | MEX 10  | CAN Ret | USE Ret | FRA DNQ | GBR DNQ  | GER DNQ | HUN Ret | BEL 11† | ITA DNQ  | POR Ret | ESP Ret  | JPN DNQ  | AUS 9†   | NC   | 0      |
| 1989    | Moneytron Onyx Formula One           | BRA DNPQ | SMR DNPQ | MON DNPQ | MEX Ret | USA Ret | CAN DSQ | FRA 5   | GBR DNPQ | GER Ret | HUN Ret | BEL 8   | ITA DNPQ | POR 3   | ESP DNPQ | JPN DNPQ | AUS DNPQ | 12.º | 6      |
| 1990    | Monteverdi Onyx Formula One          | USA DNQ  | BRA DNQ  | SMR      | MON     | CAN     | MEX     | FRA     | GBR      | GER     | HUN     | BEL     | ITA      | POR     | ESP      | JPN      | AUS      | NC   | 0      |
| 1991    | Automobiles Gonfaronnaises Sportives | USA DNQ  | BRA DNQ  | SMR      | MON     |         |         |         |          |         |         |         |          |         |          |          |          | NC   | 0      |
| 1991    | Footwork Grand Prix International    |          |          |          |         | CAN Ret | MEX DNQ | FRA DNQ | GBR DNQ  | GER     | HUN     | BEL     | ITA      | POR     | ESP      | JPN      | AUS      | NC   | 0      |
| Fuente: |                                      |          |          |          |         |         |         |         |          |         |         |         |          |         |          |          |          |      |        |

### Campeonato Mundial de Resistencia de la FIA
(Clave) (negrita indica pole position) (cursiva indica vuelta rápida)

| Año  | Escudería               | Clase | Automóvil          | 1   | 2   | 3   | 4   | 5   | 6   | 7   | 8   | Pos. | Puntos | Ref.  |
| ---- | ----------------------- | ----- | ------------------ | --- | --- | --- | --- | --- | --- | --- | --- | ---- | ------ | ----- |
| 2012 | Gulf Racing Middle East | LMP2  | Lola B12/80-Nissan | SEB | SPA | LMS | SIL | SÃO | BHR | FUJ | SHA | 76.º | 1.5    | [ 5 ] |
| 2012 | Gulf Racing Middle East | LMP2  | Lola B12/80-Nissan | 22  | 10  | Ret |     |     |     |     |     | 76.º | 1.5    | [ 5 ] |

### Turismo Competición 2000
| Año  | Equipo        | Auto       | 1   | 2   | 3  | 4  | 5   | 6   | 7  | 8   | 9   | 10  | 11  | 12  | 13  | Res. | Puntos |
| ---- | ------------- | ---------- | --- | --- | -- | -- | --- | --- | -- | --- | --- | --- | --- | --- | --- | ---- | ------ |
| 2010 |               |            | PDE | SMM | GR | AG | RES | TRH | LR | SFE | SFE | CEN | OBE | BA  | PDF | -    | -      |
| 2010 | Scuderia Fiat | Fiat Linea |     |     |    |    |     |     |    |     |     |     |     | Ret |     | -    | -      |